# Jean-Nicolas Trouille
Pour les articles homonymes, voir Trouille.
Jean-Nicolas Trouille, né le 1er avril 1752 à Versailles et mort le 3 août 1825  à Brest,, est un architecte, ingénieur et homme politique français.

## Biographie

### Jeunesse
Le jeune Jean-Nicolas semble avoir des prédispositions artistiques, puisqu'on sait qu'il suit des cours dans une école avant 1770. On ne sait malheureusement pas dans quelle école il a été inscrit.
En 1770, il s'engage dans le régiment de cavalerie de Noailles, dans lequel il sert pendant 5 années. C'est à cette époque qu'il réalise un projet de reconstruction de l'abbaye de Vendôme (1775).
Le 22 juillet 1775, alors que son régiment est en garnison à Versailles, il se bat en duel au pied d'un escalier du château. Afin d'éviter les poursuites auxquelles il s'était exposé, le bretteur s'enfuit de la ville et part se réfugier dans un couvent de la Trappe (trappiste), avant de se rendre dans un couvent d'un autre ordre dans la région de Blois. Il semble qu'il profita de ce second séjour pour réaliser d'autres projets et dessins d'architecture monastique.
En 1776, il est recruté par le département de la Marine à Brest pour rejoindre le corps de l'artillerie sous les ordres du major de Fautras.

### Service de la Marine à Brest
Rapidement, ses talents de dessinateur sont reconnus par le major puis par l'ingénieur en chef des ouvrages et bâtiments des ports et arsenaux de la Marine, Antoine Choquet de Lindu. C'est très certainement avec l'appui de ces deux personnalités qu'il obtient un poste de dessinateur au service de la Marine à Brest, dès le mois de décembre 1776. Cependant il n'est breveté en qualité de dessinateur de la Marine qu'en 1784. À partir de cette date, on lui confie plusieurs travaux pour le compte des bâtiments civils de la Marine.
En 1791, il succède à Tarbé de Vauxclairs en tant que directeur des Travaux maritimes à Brest, poste qu'il garde une première fois jusqu'en 1796.
Une fois la période révolutionnaire terminée, il revient à Brest, regagne en 1800 le service des Travaux maritimes, qu'il dirige une nouvelle fois de 1814 à 1821.

### Vie politique
En 1795, il est élu député au Conseil des Cinq-Cents avec 101 sur 270 votants, spécialisé dans les questions relatives à la marine. On lui doit en 1798 la sauvegarde du château de Versailles, que certains ambitionnaient de démolir afin de récupérer ses pierres. À la place, Trouille propose d'y regrouper un certain nombre d'établissements artistiques ou administratifs.

## Réalisations et principaux projets
- En 1780, Il réalise l'élévation géométrale au crayon du mausolée du commandant Charles Louis du Couëdic pour l'église Saint-Louis de Brest. Une gravure de ce dessin, vue au musée de la Tour Tanguy de Brest, fut réalisée plus tard par le lithographe Jacob à Quimper et imprimée par Oberthur à Rennes. Hélas, ce monument fut détruit par les bleus lors de la révolution française. Actuellement, il reste une plaque de marbre noir et une petite plaque de cuivre no 6 qui signalent encore l'emplacement exact du mausolée situé autrefois derrière le maître-autel.
- De 1805 à 1810, la Prison de Pontaniou,
- De 1807 à 1809, le Bâtiment aux Lions au sein de l'Arsenal de Brest,
- En 1808, l'aménagement de l'Île des Morts en poudrière.